# Apogonia satoi
Apogonia satoi är en skalbaggsart som beskrevs av Kobayashi 2009. Apogonia satoi ingår i släktet Apogonia och familjen Melolonthidae. Inga underarter finns listade i Catalogue of Life.